# Guelwongo II
Ne doit pas être confondu avec Guelwongo I.
Guelwongo II est une commune rurale située dans le département de Ziou de la province du Nahouri dans la région du Centre-Sud au Burkina Faso.

## Géographie
Guelwongo II – qui forme un ensemble avec Guelwongo I – se trouve 2 km au sud-ouest de Ziou sur la route régionale 15. La commune est située sur la frontière entre le Burkina Faso et le Ghana (à moins de 500 m) dont elle constitue un point de passage important pour la province du Nahouri. C'est la localité la plus peuplée du département.

## Histoire
La croissance démographique du village, devenu un gros bourg à la fin du XXe siècle, est principalement due à l'activité de son marché au bétail. 

## Économie
Du fait de sa position près du Ghana, l'économie de la ville est principalement axée sur les échanges marchands, et en particulier la vente de bétail grâce à l'important marché aux bestiaux – restauré en 2019 pour un montant de 36 millions de FCFA (environ 55 000 euros) financé par le Projet régional d'appui au pastoralisme au Sahel-Burkina Faso (PRAPS-BF) appuyé par la Banque mondiale – qui anime Guelwongo II. Le marché vend environ 15 000 têtes de bétail par trimestre (2 200 bovins, 6 500 ovins et 6 200 caprins) faisant de lui le plus important de la région Centre-Sud avec des relations commerciales liées principalement au Ghana mais aussi au Bénin, au Togo et au Niger.
Outre le bétail, le marché de Guelwongo est également réputé, depuis sa création, pour la vente de chiens et de chiots, proposés après la période des récoltes principalement à des fins funéraires (offrandes aux ancêtres et consommation de la viande).
L'activité du marché et les taxes perçues représentent l'essentiel des recettes fiscales pour le budget la commune selon son maire Kané Koudougou.

## Santé et éducation
Guelwongo II accueille un centre de santé et de promotion sociale (CSPS) tandis que le centre médical (CMA) le plus proche se trouve à Pô.